# Onthophagus batillifer
Onthophagus batillifer là một loài bọ cánh cứng trong họ Bọ hung (Scarabaeidae).